# Masate
Masate (Masàa in dialetto locale) è un comune italiano di 3 889 abitanti della città metropolitana di Milano in Lombardia.
Fa parte del territorio della Martesana.

## Geografia fisica
Masate è un paese sulle sponde del canale Villoresi fra il Milanese e la Bergamasca, al margine meridionale della Brianza, con cui confina. Il territorio è situato in una zona di alta pianura ad ovest del fiume Adda. L'altitudine varia da 139 a 171 m s.l.m., sebbene gran parte dell'abitato si trovi intorno a 150 m s.l.m.
Lungo il margine occidentale del comune scorre il Rio Vallone, un torrente asciutto per gran parte dell'anno con origine tra i comuni di Verderio e Paderno d'Adda e che dà il nome all'omonimo parco, oggi parte del Parco Agricolo Nord Est. In prossimità del corso d'acqua si trovano diverse aree boschive frammentate.

### Le Foppe
Il terreno dei comuni a nord del Villoresi è stato sfruttato in passato per l'estrazione di argilla. A partire dal secondo dopoguerra la domanda di mattoni pieni come elementi portanti diminuì a favore del cemento armato e le cave furono progressivamente abbandonate. Il ristagno di acqua piovana favorito dal fondo argilloso trasformò le ex-cave in piccoli bacini stagionali che prendono il nome di foppe, dal termine milanese per indicare una pozza o una fossa piena d'acqua.
Nel 2005 l'amministrazione locale ha iniziato un progetto di riqualificazione delle Foppe di Masate seguendo le orme di alcuni comuni limitrofi. Nell'area della prima foppa, accessibile da Via Matteotti, è stata realizzata una zona ricreativa con attrezzature per bambini, panchine ed una fontana al centro del laghetto, mentre le altre due foppe sono un habitat per specie vegetali igrofile e animali anfibi.

## Storia
Il nucleo abitativo sorge su una piccola collinetta dove storicamente era presente la coltura di vite. Veniva infatti prodotto un buon vino bianco decantato anche dal poeta Carlo Porta. Masate ha una tradizione agricola e poi tessile ed è documentato almeno dall'XI secolo. 
Il paese durante il medioevo era parte del Comitato della Martesana, e quindi seguì le sorti del Ducato di Milano. Tra le famiglie d'antico regime che qui ebbero feudo compaiono i Trivulzio, gli Stampa di Soncino, i de Leyva e i Visconti di San Giorgio. Da questo paese ebbe inoltre origine la famiglia De Maxate, che nel XVIII secolo abitava a Milano e che doveva avere ancora possedimenti in loco.

### Simboli
Lo stemma e il gonfalone sono stati concessi con DPR del 5 dicembre 1984.
Lo stemma del Comune di Masate evidenzia le caratteristiche prevalentemente agricole della sua terra e della sua economia. Tale aspetto è stato realizzato su due diversi piani paralleli: quello delle figure e quello del colore. Fra le figure, la farfalla cavolaia sottolinea il carattere spiccatamente agricolo della zona, mentre le tre spighe di grano segnalano la fertilità dei campi. Per quanto riguarda invece i colori, l'azzurro della prima sezione del tagliato sembrerebbe voler evidenziare la purezza e la salubrità dell'aria che un tempo si respirava in questo territorio. Il verde della seconda sezione si rifà al passato e sottolinea la ubertosità e la produttività dei campi, oggi sempre più sostituiti da nuove zone abitative e produttive.
Il gonfalone è un drappo di verde.

## Monumenti e luoghi d'interesse

### Architetture religiose
L'odierna parrocchiale di San Giovanni Evangelista è un edificio neoclassico costruito nella prima metà dell'Ottocento e consacrato nel 1840. Nella Cascina San Nabore, in periferia, le origini dell'oratorio di San Nabore e Felice risalgono invece a prima del XIII secolo. In prossimità del canale Villoresi è situata una piccola cappella sul luogo dell'antico lazzaretto seicentesco edificato a causa della gravissima epidemia di quegli anni. Al suo interno è possibile osservare un interessante affresco murario da poco restaurato.

## Società

### Evoluzione demografica
- 385 nel 1751
- 437 nel 1771
- 533 nel 1805

Municipio

- 884 nel 1809 dopo annessione di Basiano
- annessione ad Inzago nel 1811
- 920 nel 1853
- 936 nel 1859

Abitanti censiti

### Etnie e minoranze straniere
Secondo i dati ISTAT al 31 dicembre 2015 la popolazione straniera residente era di 350 persone. Le nazionalità maggiormente rappresentate in base alla loro percentuale sul totale della popolazione residente erano:
- Romania 164 4,68%